# Universidade Zambeze
La Universidade Zambeze (UniZambeze) és una institució pública d'ensenyament superior, que manté el govern de Moçambic. S'ha instal·lat la seva rectoria a la ciutat de Beira, província de Sofala.
La seva àrea primat d'operació està a les províncies de Sofala (Beira - Matacuane), Manica (Chimoio) Tete (ciutat de Tete i vila d'Ulongué) i Zambézia (Mocuba).

## Història
La UniZambeze va ser creada per Decret del Consell de Ministres N. 77/2007 de 18 de desembre, amb seu a Beira, i va començar les seves activitats el 16 de març de 2009.

## Estructura
Les Unitats Orgàniques d'Ensenament en funcionament a UniZambeze són les següents:
- Facultat de Ciències Socials i Humanitats (FCSH) - Beira;
- Facultat de Ciència i Tecnologia (FCT) - Beira;
- Facultat de Medi Ambient i Recursos Naturals (FEARN) - Chimoio;
- Facultat de Ciències de la Salut (FCS) - Tete;
- Facultat de Ciències Agrícoles (FCA) - Ulongue;
- Facultat d'Enginyeria Agrícola i Forestal (FEAF) - Mocuba

Les unitats organitzatives d'Investigació i Extensió en funcionament a UniZambeze són els següents:
- Centre d'Estudis, Innovació i Formació Avançada (CEIFA) - Beira;
- Centre de Tecnologia de la Informació i Comunicació (CTIC) - Beira;
- Centre d'Estudis de Malalties Tropicals i Biodiversitat (CEDBT) - Marromeu;

## Oferta formativa
Per a l'any 2015 UniZambeze ofereix 26 programes de llicenciatura, incloent:
- Facultat de Ciència i Tecnologia (FCT) - Frontera:
  - Ciències Actuarials
  - Enginyeria Civil
  - Enginyeria Mecatrònica
  - Enginyeria Informàtica
  - Enginyeria de Processos
  - Arquitectura

- Facultat de Ciències Socials i Humanitats (FCSH) - Beira:
  - Comptabilitat i Finances
  - dret
  - Economia
  - Gestió
  - Sociologia
  - Ciències de la Comunicació

- Facultat de Medi Ambient i Recursos Naturals (FEARN) - Chimoio:
  - Medi Ambient i Recursos Naturals
  - Enginyeria Desenvolupament Rural
  - Ambiental Enginyeria Agrícola
- Facultat de Ciències de la Salut (FCS) - Tete:
  - Medicina
  - Medicina Dental
  - Farmàcia
  - Administració i Gestió Hospitalària
  - Nutrició, que es va introduir a partir de 2017
- Facultat de Ciències Agrícoles (FCA) - Ulongué:
  - Enginyeria Agro-Ramadera
  - Enginyeria d'Aliments
- Facultat d'Enginyeria Agrícola i Forestal (FEAF) - Mocuba:
  - Enginyeria Agrícola
  - Forestal
  - Ciència Animal
  - Economia Agrícola
  - Administració Pública